# Dreifaltigkeitskirche (Mannheim)

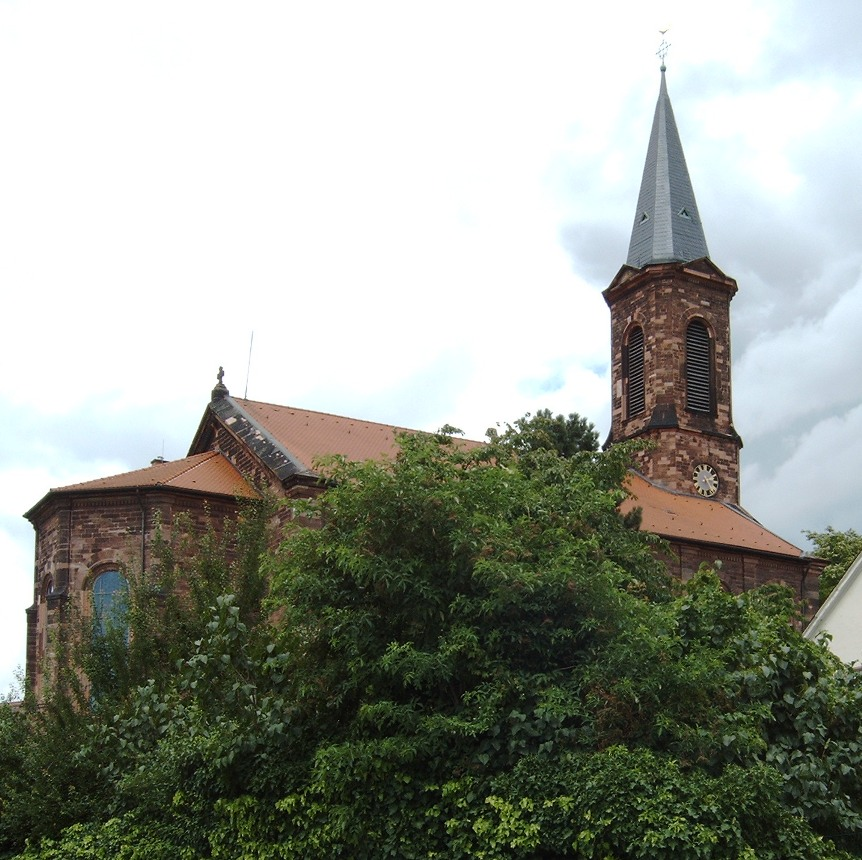
Dreifaltigkeitskirche

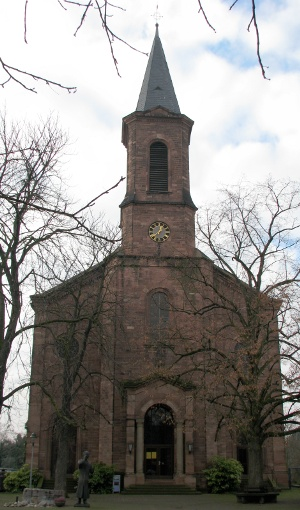
Frontansicht

Die Dreifaltigkeitskirche ist eine evangelische Kirche im Mannheimer Stadtteil Sandhofen. Sie wurde zwischen 1852 und 1854 nach den Plänen von Ludwig Franck-Marperger im neoromanischen Stil erbaut.

## Geschichte
Als Ausbausiedlung vom nördlich gelegenen Scharhof gehörte Sandhofen auch kirchlich zu Scharhof, wo bereits im Jahr 764 eine Kirche urkundlich erwähnt wurde. Im 15. Jahrhundert wurde erstmals eine Kapelle in Sandhofen genannt, ehe 1515 eine Kirche erbaut wurde. Nach der Einführung der Reformation 1556 unterlag die Kirche, wie die gesamte Kurpfalz, vielfachen Religionswechseln, ehe sie 1706/07 nach der Pfälzischen Kirchenteilung endgültig den Reformierten zugesprochen wurde.
1724 wurde die Kirche bis auf den Turm abgebrochen und an diesen ein Neubau im barocken Stil gestellt. 1821 wurden die Reformierten und die Lutheraner in der „Vereinigten Evangelisch-protestantischen Kirche im Großherzogthum Baden“ zusammengeschlossen. Bis 1851 wuchs die evangelische Gemeinde auf mehr als 1200 Mitglieder an, wodurch der Wunsch nach einer größeren Kirche aufkam. Am 9. September 1852, dem Geburtstag Großherzog Friedrichs, war die Grundsteinlegung für die Kirche, die bis 1854 nach den Plänen des Heidelberger Kirchenbauinspektors Ludwig Franck-Marperger erbaut wurde und erneut den mittelalterlichen Turm integrierte, der aufgestockt wurde.
Bei der Explosion des Oppauer Stickstoffwerkes der BASF auf der anderen Rheinseite wurden 1921 die Fenster der Kirche zerstört. Während des Zweiten Weltkriegs wurden bei Fliegerangriffen Fenster und Türen zerstört und das Dach beschädigt. 1954 erfolgte eine umfassende Renovierung der Kirche, die bei der Teilung der Pfarrei 1960 den Namen Dreifaltigkeitskirche erhielt. 2004 wurde die Kirche saniert. Aufgrund der Konsolidierung der evangelischen Kirche in Mannheim fusionierten im März 2010 die Dreifaltigkeitsgemeinde, die Jakobusgemeinde und die Blumenauer Jonagemeinde zur Dreieinigkeitsgemeinde.

## Beschreibung

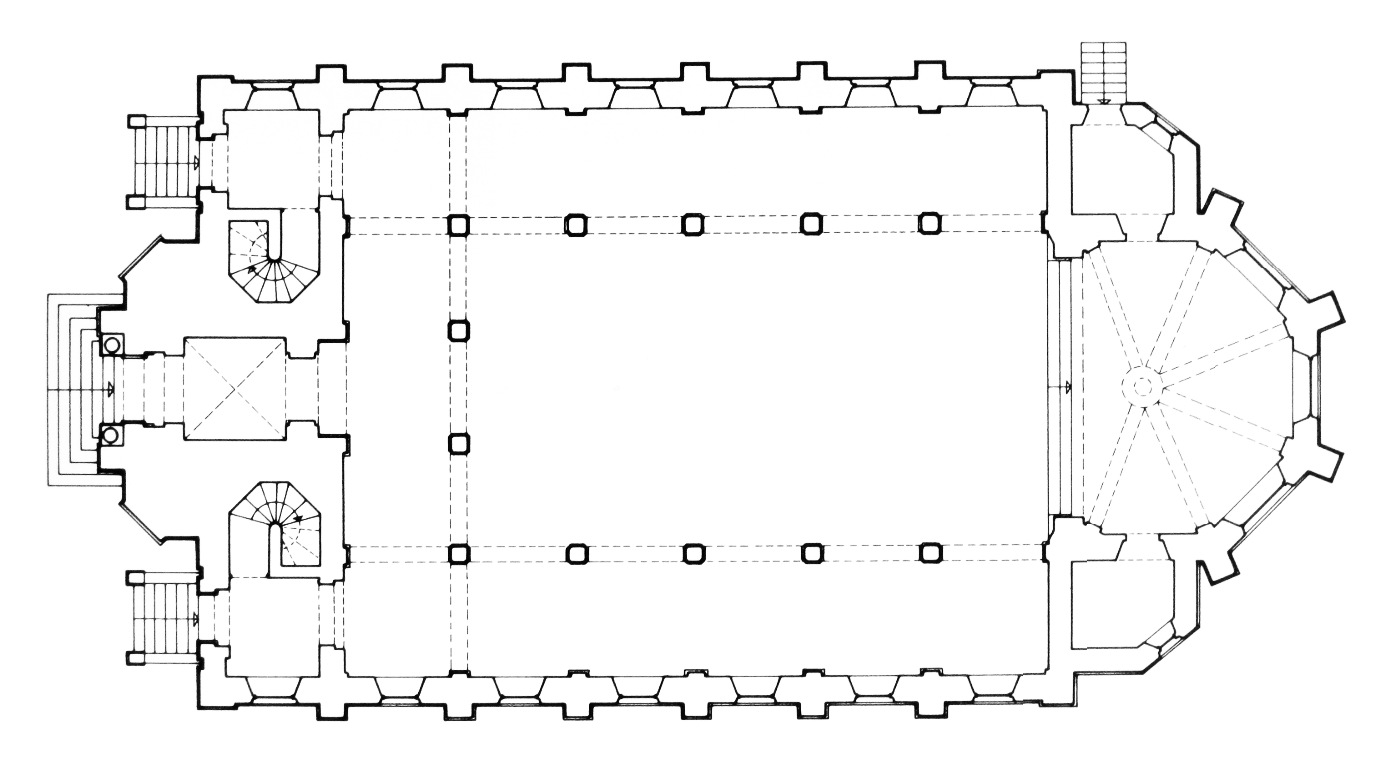
Grundriss

### Äußeres
Die Dreifaltigkeitskirche steht im alten Ortskern im Westen von Sandhofen. Die dreischiffige Hallenkirche mit sechs Jochen und 5/8-Chorschluss wurde im neoromanischen Stil errichtet. Die Fassaden sind aus rotem Sandsteinmauerwerk. Das Zeltdach des Turmes wird von einem Wetterhahn bekrönt.

### Inneres
Im Innern befinden sich in den Seitenschiffen zweigeschossige Emporen mit Rundbogenarkaden, die über die Orgelempore verbunden sind. Der Schnitzer Karl Josef Fortwängler gestaltete 1938 den Altarraum. Die drei Chorfenster schuf 1954 Martha Freifrau von Droste. Sie zeigen drei Gleichnisse aus dem Lukasevangelium: Jesus und Maria, Verlorener Sohn und Barmherziger Samariter. Aus demselben Jahr sind die Sgraffito-Werke von Hermann Herzberger.

### Orgel
Die Orgel von Johann Heinrich Schäfer stammt aus dem Jahr 1862. Sie hat zwei Manuale, 27 Register und 1485 Pfeifen. Als frühe Kegelladenorgel mit außergewöhnlichem, romantischem Klang steht sie unter Denkmalschutz.

### Glocken
Die vier Bronzeglocken der Dreifaltigkeitskirche wurden 2007 von der Glockengießerei Bachert gegossen. Sie ersetzten drei Stahlgussglocken, die 1921 beschafft worden waren, nachdem das vorherige Geläut im Ersten Weltkrieg abgeliefert werden musste.

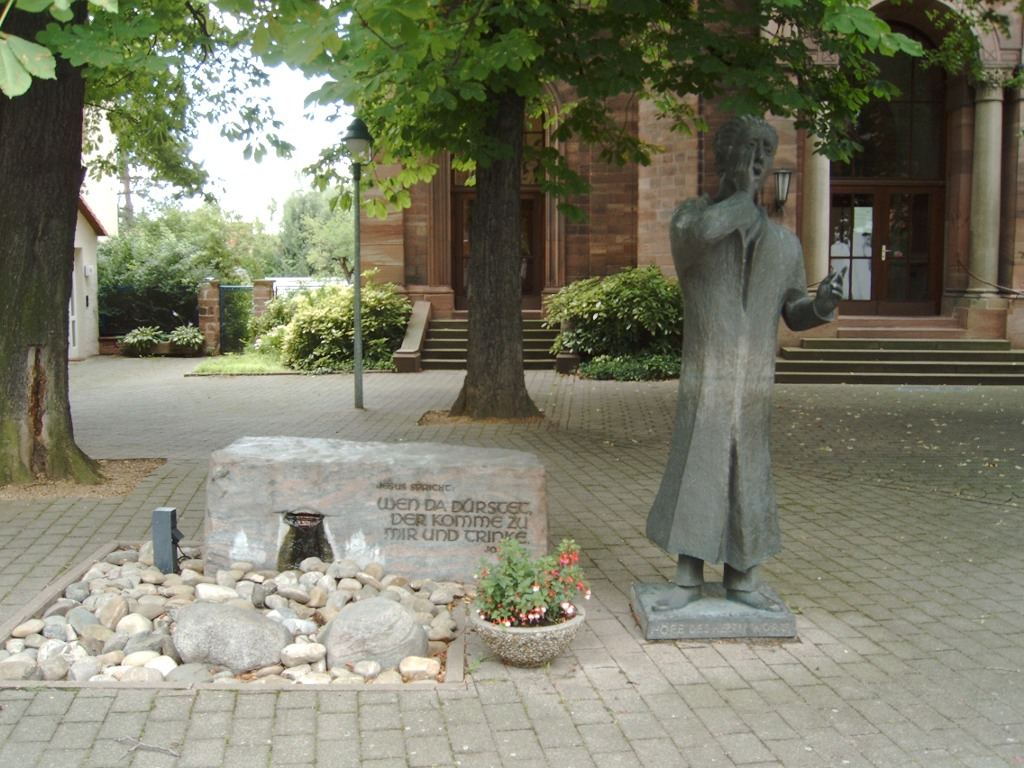
„Der Rufer“

| Glocke | Name                   | Inschrift                                                                        | Gewicht | Durchmesser | Schlagton |
| ------ | ---------------------- | -------------------------------------------------------------------------------- | ------- | ----------- | --------- |
| 1      | Dreifaltigkeit         | Ehre sei dem Vater und dem Sohne und dem Heiligen Geist                          | 1950 kg | 1400 mm     | d'        |
| 2      | Apostel Petrus         | Du bist Petrus, und auf diesem Felsen will ich meine Gemeinde bauen              | 1250 kg | 1300 mm     | e'        |
| 3      | Paulus                 | Suchet den Herrn, solange er sich finden lässt; ruft ihn an, solange er nahe ist | 0850 kg | 1100 mm     | g'        |
| 4      | Johannes, (der Täufer) | Wer glaubt, der hat das ewige Leben                                              | 0640 kg | 1000 mm     | a'        |

## Umgebung
Die Brunnenskulptur auf dem Vorplatz schuf 1989 der Bildhauer Gustav Nonnenmacher. „Der Rufer“ hat am Sockel die Inschrift „O Land, Land, Land, höre des Herrn Wort!“ (Jer 22,29 ). Auf dem Brunnen steht: „Jesus spricht: Wen da dürstet, der komme zu mir und trinke!“ (Joh 7,37 ).